# Christer Nilsson
Christer Nilsson (ur. 5 stycznia 1958 w Överum) – szwedzki żużlowiec.
Srebrny medalista młodzieżowych indywidualnych mistrzostw Szwecji (Motala 1979). 
W lidze szwedzkiej reprezentował barwy klubu Skepparna Västervik (1974, 1976–1985).